# Antonio Rossi (né en 1834)
Pour les articles homonymes, voir Rossi et Antonio Rossi (homonymie).
Ne doit pas être confondu avec Antonio Rossi, peintre italien né en 1700.
Antonio Rossi, né en 1834 à Parme et mort après 1899, est un peintre italien romantique du XIXe siècle.

## Biographie
Né en 1834, Antonio Rossi a été actif à Parme et était connu pour sa Vue du cloître de l'église San Quintino à Parme, qui est aujourd'hui exposée à la Galerie nationale de Parme.

## Œuvres
Liste non-exhaustive de ses peintures : 
- Vue du cloître de l'église San Quintino à Parme, huile sur toile, XIXe siècle, église San Quintino (en) de Parme[1] ;
- Le bain, huile sur tableau de bois, 44,5 × 28,7 cm, 1899, collection privée[2].